# Can Panyella (Gelida)
Can Panyella és una masia de Gelida (Alt Penedès) protegida com a bé cultural d'interès local.

## Història
Vers el 1763, la pubilla Maria Panyella i Bellagarda es va casar amb un dels hereus Romagosa del Mas Lledoner de Vallirana.

## Descripció
És una masia composta de tres casals rectangular enganxats, cobert a dues vessants. El de viure, el del bestiar i el dels cellers. Al de viure i al del bestiar s'hi endevina llur porcedència del segle xv, constant de planta i pis, amb portal adovellat, finestres tallades, gran entrada i gran sala repartidora de les habitacions superiors. El casal dels cellers, d'una sola planta i molt espaiós, constenia 60 bótes i tres cups. Al costat hi ha una era de batre amb una barraca de traça molt primitiva. Havia tingut un foc de rotllo amb escons del qual només en resta una graciosa xemeneia exterior.